# Victoria Chitepo
Victoria Fikile Chitepo, geborene Victoria Mahamba-Sithole (* 27. März 1928 in Dundee, Südafrika; † 8. April 2016 in Harare, Simbabwe) war eine simbabwische Politikerin, Aktivistin und Lehrerin. Chitepo war unter anderem Ministerin ihres Heimatlandes zwischen 1980 und 1992 und hohe Politfunktionärin der simbabwischen ZANU-PF. Ihr Mann, Herbert Chitepo, war eine der Leitfiguren der simbabwischen Befreiungsbewegung.

## Leben

### Jugend und Ausbildung
Victoria Fikile Chitepo wurde als Victoria Mahamba-Sithole in der südafrikanischen Kohle-Stadt Dundee in der Provinz Natal geboren. Sie wuchs in Südafrika auf und besuchte dort die Schule. Nach ihrer Schulausbildung studierte sie an der University of Natal und der University of Birmingham.
Nach ihrer Ausbildung begann sie 1946 als Lehrerin in der Provinz Natal zu arbeiten. Am Adam’s College, in der Nähe von Durban, traf sie ihren späteren Ehemann Herbert Chitope. 1955 zog sie mit ihrem Ehemann, dessen Namen sie bei der Heirat am 29. November 1955 annahm, nach Salisbury (heute Harare) in der britischen Kolonie Südrhodesien, wo dieser als Sozialarbeiter tätig war.

### Aktivismus
1960 begann Chitepo sich politisch in der National Democratic Party zu engagieren, eine Partei, die sich für eine Machtübernahme der schwarzen Mehrheit in Südrhodesien einsetzte. Unter anderem führte sie einen „Sit-in“ (Sitzblockade) von Frauen im Magistrates’ Court von Salisbury an, mit dem Ziel für eine Staatsbürgerschaft von schwarzen Menschen in Südrhodesien zu werben.
1961 folgte Chitepo ihrem Ehemann, der nach Tanganyika (heute Tansania) ins Exil ging. Dort unterstützte sie unter anderem für drei Jahre (1966–68) schwarze südrhodesische Flüchtlinge, die vor dem Siedlerregime nach Daressalaam geflohen waren. Während Chitepo in der Stadt blieb, begab sich ihr Ehemann ins Nachbarland Sambia, um dort für den gewaltsamen Kampf gegen das südrhodesische Siedlerregime zu werben. Dort wurde dieser 1975 vom südrhodesischen Geheimdienst durch eine Autobombe umgebracht. Victoria Chitepo kehrte erst 1980, nach dem Südrhodesien als Simbabwe unabhängig geworden war, zurück.

### Ruf in den Staatsdienst
Im Rahmen der ersten freien Wahlen Simbabwes im Jahr 1980 kandidierte Chitepo im Wahlkreis Mutasa/Buhara-West für die aus der Unabhängigkeitsbewegung ZANU entstandene Partei ZANU-PF. Sie gewann das Mandat in der zweiten Kammer des Parlaments, dem House of Assembly. Anschließend ernannte sie Premierminister Mugabe zur stellvertretenden Ministerin für Bildung und Kultur. 1982 wechselte Chitepo das Ressort und leitete das Ministerium für natürliche Ressourcen und Tourismus.
Bei den Parlamentswahlen 1985 kandidierte Chitepo erneut und verteidigte ihr Mandat. Sie war auch in der neuen Regierung vertreten, sie leitete das Ministerium für Information, Post und Telekommunikation. 1992, im Alter von 64 Jahren, zog sich Chitepo aus der aktiven Politik zurück und arbeitete als Beraterin für den damaligen UN-Generalsekretär Boutros Boutros-Ghali zur Vorbereitung der 4. Weltfrauen-Konferenz (1994–95).
2005 kandidierte Chitepo dennoch noch ein weiteres Mal für den Wahlkreis Glen Norah der simbabwischen Hauptstadt Harare, verlor die Wahl jedoch. Trotz ihres Rückzugs aus der aktiven Politik galt Chitepo als wichtige Führungsfigur der ZANU-PF, auch war sie Mitglied des Politbüros der ZANU-PF. Die Vereinigten Staaten und die Europäische Union belegten – neben anderen simbabwischen Politikern – Chitepo mit Sanktionen, da sie den „demokratischen Prozess Simbabwes behindern“ würde.

### Tod
Am 8. April 2016 wurde Victoria Chitepo tot in ihrem Haus in Mount Pleasant (Harare) aufgefunden. Sie wurde am 13. April 2016 auf dem Nationalen Heldenfeld beerdigt. Sie hinterließ vier Kinder.